# Jomfrukloster
Et Jomfrukloster eller Frøkenkloster er en verdslig stiftelse i modsætning til munke- og nonneklostrene. Bortset fra boligfællesskabet har jomfruklostrene ikke mange lighedspunkter med middelalderens klostervæsen.
Jomfruklostrene, eller frøkenklostrene, blev oprettet i Danmark efter udenlandsk forbillede i tiden efter 1660. Der er tale om stiftelser med boliger for ugifte døtre og undertiden enker af adelsstanden eller de højere rangklasser. Baggrunden var, at der var et overskud af kvinder indenfor de højere rangklasser, og da et ægteskab med en mand fra en lavere rangklasse var udelukket, kunne en plads på et jomfrukloster være et alternativ. Faderen skulle lægge et vist beløb om året, for at en datter kunne få en plads. Samtidig hjalp klosterstiftelsen også selv med frøkenernes økonomi, idet der oftest var tilknyttet et gods til stiftelsen, som kunne give et afkast.
Et ophold på jomfrukloster var ikke nødvendigvis for livstid. Frøkenerne kunne godt være forlovede, når de var indskrevet i klostret. Men de måtte naturligvis forlade klostret ved indgåelse af ægteskab.

## Danske jomfruklostre
- Støvringgård fra 1735
- Brødrene Petersens Jomfrukloster
- Gisselfeld Adelige Jomfrukloster. Oprettet 1755.
- Maribo 1556-1621 [1]
- Odense Adelige Jomfrukloster. Oprettet 1716. Lukket 1974 og fusioneret med Roskilde Kloster.
- Roskilde Adelige Jomfrukloster. Oprettet 1699. Fusionerede 1974 med Odense til Roskilde Kloster.
- Støvringgaard Jomfrukloster. Oprettet 1745.
- Vallø Adelige Jomfrukloster. Oprettet 1737.
- Vemmetofte Adelige Jomfrukloster. Oprettet 1735.
- Aastrup Jomfrukloster. Oprettet 1886.
- Det Grevelige Dannemandske Stift Aastrup
- Estvadgård var 1745-1804 et jomfrukloster. [2]
- Sankt Johannes Adelige Frøkenkloster i Slesvig. [3]